# Pra Cima Brasil!
Pra Cima Brasil! é o quinto álbum de estúdio do grupo Milad, lançado em 1990, de forma independente.
Este disco não contém a participação do cantor João Alexandre, que deixou o grupo para seguir carreira solo. O álbum contém várias composições de Elmar Gueiros e Walvir Soares (integrantes do grupo Artecristã). A obra também é caracterizada por conter várias críticas aos rumos da política brasileira.
Em 2015, foi considerado, por vários historiadores, músicos e jornalistas, como o 39º maior álbum da música cristã brasileira, em uma publicação dirigida pelo Super Gospel. Mais tarde, foi eleito pelo mesmo portal o 15º melhor álbum da década de 1990.

## Faixas
1. "Brasil"
2. "Ligação Direta"
3. "Hoje eu Tenho Mais"
4. "Algo Está Errado"
5. "Meu Candidato"
6. "Navio Negreiro"
7. "Sonhos Evaporam"
8. "Quem Dizem os Astros"
9. "Dê um Basta"
10. "Insegurança Segurança"